# Love Shack (Lied)
Love Shack (dt. Liebesnest, wörtl. Liebeshütte) ist ein Lied der US-amerikanischen Band The B-52’s. Es erschien im September 1989 als Single aus ihrem Album Cosmic Thing. Das Stück war der erste Millionenseller der Band. Es wurde vom Musikmagazin Rolling Stone auf Platz 243 der 500 besten Songs aller Zeiten gesetzt.

## Geschichte
Das Stück wurde von Kate Pierson, Fred Schneider, Keith Strickland und Cindy Wilson geschrieben und von Don Was produziert. Es wurde der erste Top-10-Hit der Band in den USA und erreichte dort Platz drei der Billboard Hot 100. Die Inspiration für das Lied kam von einer Hütte in der Nähe von Athens (Georgia), in der die Sängerin Kate Pierson in den 1970er Jahren lebte. 2004 brannte diese nieder.
Das Stück erhielt eine Reihe von Auszeichnungen. So wurde es als einer der Songs of the Century der Recording Industry Association of America benannt.

## Kommerzieller Erfolg

### Chartplatzierungen
| ChartsChartplatzierungen       | Höchstplatzierung | Wochen |
| ------------------------------ | ----------------- | ------ |
| Vereinigte Staaten (Billboard) | 3 (27 Wo.)        | 27     |
| Vereinigtes Königreich (OCC)   | 2 (13 Wo.)        | 13     |

| ChartsJahrescharts (1989)      | Platzierung |
| ------------------------------ | ----------- |
| Vereinigte Staaten (Billboard) | 47          |

### Auszeichnungen für Musikverkäufe
| Land/Region                  | Auszeichnungen für Musikverkäufe (Land/Region, Auszeichnung, Verkäufe) | Verkäufe  |
| ---------------------------- | ---------------------------------------------------------------------- | --------- |
| Australien (ARIA)            | 2× Platin                                                              | 140.000   |
| Neuseeland (RMNZ)            | 2× Platin                                                              | 60.000    |
| Vereinigte Staaten (RIAA)    | 3× Platin                                                              | 3.000.000 |
| Vereinigtes Königreich (BPI) | Platin                                                                 | 600.000   |
| Insgesamt                    | 8× Platin ·                                                            | 3.800.000 |